# 長野県道310号柏矢町田沢停車場線
長野県道310号柏矢町田沢停車場線（ながのけんどう310ごう はくやちょうたざわていしゃじょうせん）は、長野県安曇野市穂高から同市豊科田沢の篠ノ井線田沢駅に至る一般県道である。

## 概要

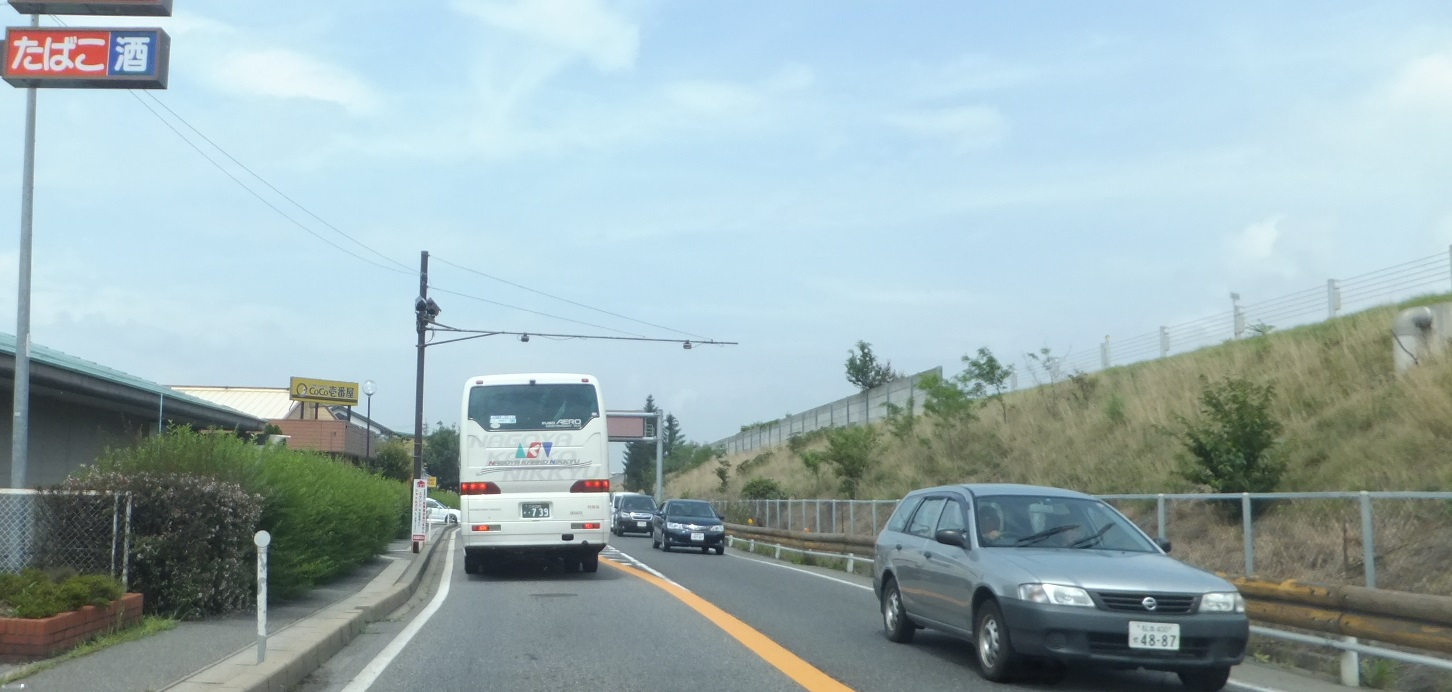
単独区間の終点付近
安曇野市豊科南穂高で撮影

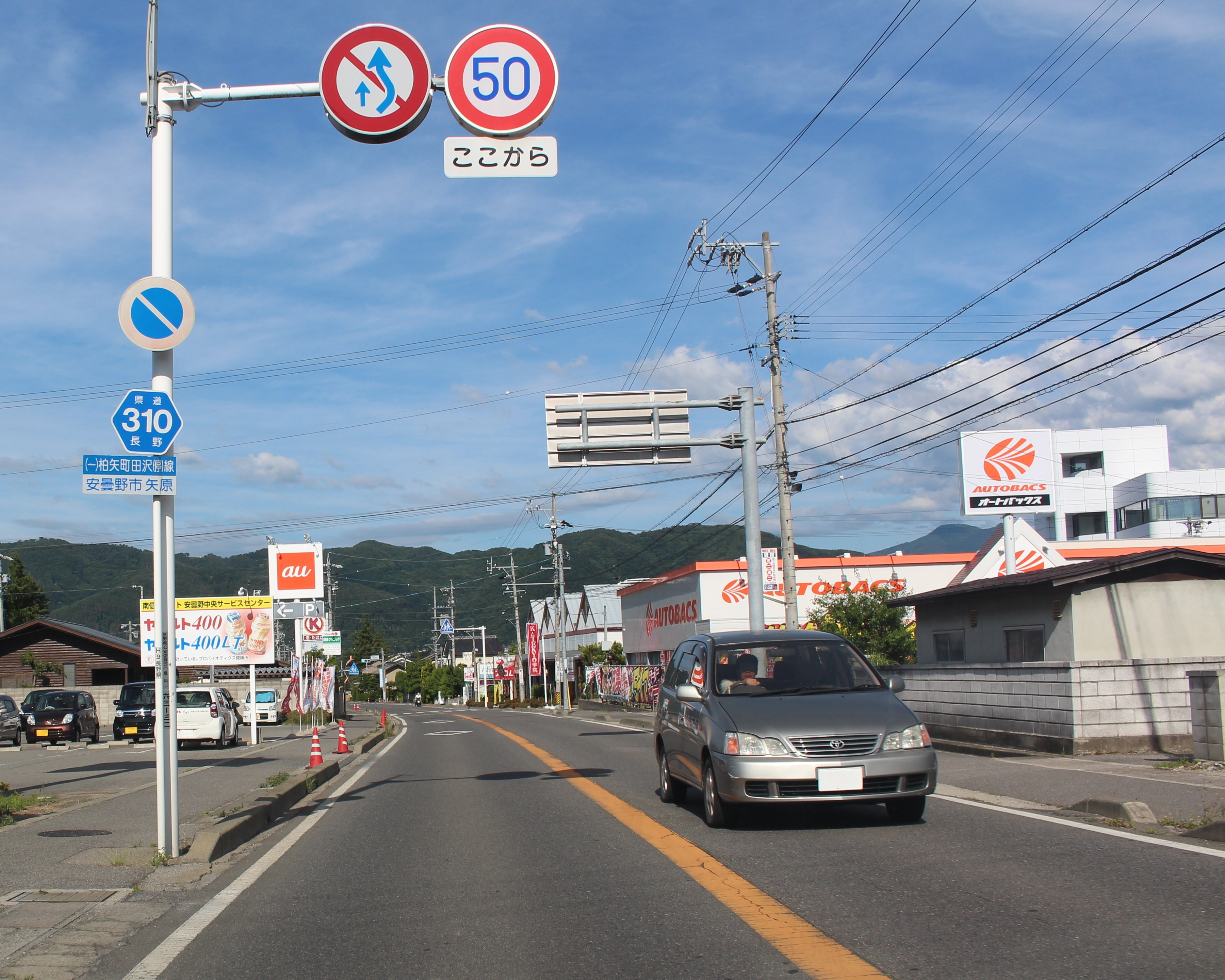
本道の標識
安曇野市矢原

2002年（平成14年）12月25日までは「柏矢丁田沢停車場線」という表記だった。

### 路線データ
- 起点：安曇野市穂高（柏矢町交差点、国道147号交点）
- 終点：安曇野市豊科田沢（篠ノ井線田沢駅）

## 地理

### 通過する自治体
- 長野県
安曇野市

### 交差する道路
- 国道147号（起点）
- 長野県道495号豊科大天井岳線（光橋西交差点）
- 長野県道57号安曇野インター堀金線（安曇野インター交差点 - 田沢交差点）
- 長野県道316号梓橋田沢停車場線（安曇野インター交差点 - 終点）
- 長野自動車道安曇野インターチェンジ（安曇野インター交差点）
- 国道19号（田沢交差点）

### 沿線

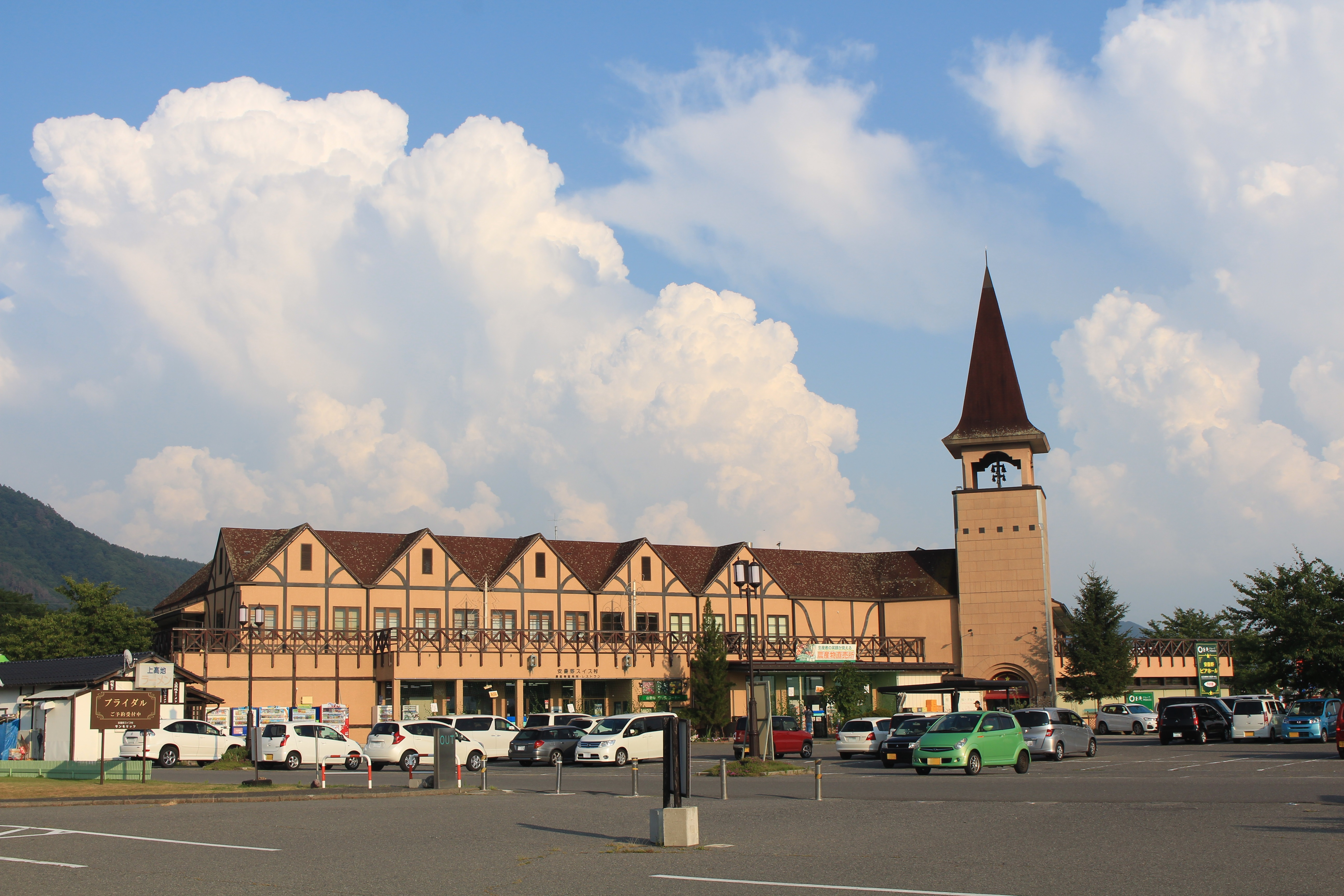
安曇野スイス村、長野県豊科南穂高

- 安曇野スイス村
- 篠ノ井線 田沢駅